# جيسيكا دوارتي
جيسيكا دوارتي (بالإسبانية: Jessica Duarte) هي متسابقة ملكة الجمال فنزويلية، ولدت في 19 فبراير 1992 في كاراكاس في فنزويلا.